# Unité urbaine de la Rochelle
L'unité urbaine de la Rochelle est une unité urbaine française centrée sur la ville de La Rochelle, préfecture et ville principale de la Charente-Maritime, en région Nouvelle-Aquitaine.
Elle fait partie de la catégorie des grandes agglomérations urbaines de la France, c'est-à-dire ayant plus de 100 000 habitants.

## Données générales
En 1975, l'unité urbaine de la Rochelle regroupait 6 communes urbaines (Angoulins, Aytré, Châtelaillon-Plage, Lagord, Périgny et La Rochelle) et dépassait pour la première fois le seuil des 100 000 habitants. Elle atteignait alors 100 649 habitants, répartis sur 73,92 km2 et figurait comme la première unité urbaine de Poitou-Charentes, distançant de très peu Angoulême et Poitiers.
Au recensement suivant, en 1982, l'unité urbaine de la Rochelle a incorporé la commune de Puilboreau, permettant à cette agglomération de rester au-dessus des 100 000 habitants, recensant alors 102 143 habitants répartis sur 81,80 km2.
En 1990, cette unité urbaine avait le même nombre de communes urbaines qu'en 1982, soit 7 communes, mais sa population enregistrait une légère baisse démographique avec 100 264 habitants.
En 1999, l'unité urbaine de la Rochelle a incorporé la commune de Nieul-sur-Mer, ce qui a porté le nombre total de communes à 8. À cette date, elle enregistrait 116 157 habitants répartis sur 92,76 km2.
En 2010, selon l'INSEE, l'unité urbaine de la Rochelle est composée de 10 communes, son périmètre ayant incorporé les communes de Dompierre-sur-Mer et Salles-sur-Mer.
En 2020, selon l'INSEE, l'unité urbaine de la Rochelle est composée de 11 communes, le périmètre ayant été élargi à la commune de L'Houmeau.
En 2022, avec 140 640 habitants, elle représente la 1re unité urbaine du département de la Charente-Maritime et occupe le 5e rang dans la région Nouvelle-Aquitaine. Elle occupe le 49e rang au niveau national.
En 2022, sa densité de population s'élève à 1 087 hab/km2. Par sa superficie, elle ne représente que 1,89 % du territoire départemental mais, par sa population, elle regroupe 21,05 % de la population du département de la Charente-Maritime.

Agglomérations de plus de 100000 habitants en France en 2022.

## Composition 2020 de l'unité urbaine
Elle est composée des onze communes suivantes :
| Nom                        | Code Insee | Département       | Statut       | Superficie (km2) | Population (dernière pop. légale) | Densité (hab./km2) | Modifier                                    |
| -------------------------- | ---------- | ----------------- | ------------ | ---------------- | --------------------------------- | ------------------ | ------------------------------------------- |
| La Rochelle (ville-centre) | 17300      | Charente-Maritime | ville-centre | 28,43            | 79 961 (2022)                     | 2 813              | modifier les données · modifier les données |
| Angoulins                  | 17010      | Charente-Maritime | banlieue     | 7,86             | 4 147 (2022)                      | 528                | modifier les données · modifier les données |
| Aytré                      | 17028      | Charente-Maritime | banlieue     | 12,22            | 9 759 (2022)                      | 799                | modifier les données · modifier les données |
| Châtelaillon-Plage         | 17094      | Charente-Maritime | banlieue     | 6,59             | 6 440 (2022)                      | 977                | modifier les données · modifier les données |
| Dompierre-sur-Mer          | 17142      | Charente-Maritime | banlieue     | 18,35            | 6 084 (2022)                      | 332                | modifier les données · modifier les données |
| L'Houmeau                  | 17190      | Charente-Maritime | banlieue     | 4,22             | 2 953 (2022)                      | 700                | modifier les données · modifier les données |
| Lagord                     | 17200      | Charente-Maritime | banlieue     | 8,04             | 7 594 (2022)                      | 945                | modifier les données · modifier les données |
| Nieul-sur-Mer              | 17264      | Charente-Maritime | banlieue     | 10,96            | 5 805 (2022)                      | 530                | modifier les données · modifier les données |
| Périgny                    | 17274      | Charente-Maritime | banlieue     | 10,78            | 8 802 (2022)                      | 817                | modifier les données · modifier les données |
| Puilboreau                 | 17291      | Charente-Maritime | banlieue     | 7,88             | 6 668 (2022)                      | 846                | modifier les données · modifier les données |
| Salles-sur-Mer             | 17420      | Charente-Maritime | banlieue     | 14,03            | 2 427 (2022)                      | 173                | modifier les données · modifier les données |

## Évolution démographique
| 1968   | 1975    | 1982    | 1990    | 1999    | 2006    | 2011    | 2016    | 2022    |
| ------ | ------- | ------- | ------- | ------- | ------- | ------- | ------- | ------- |
| 99 509 | 110 284 | 112 766 | 112 775 | 124 352 | 129 103 | 129 343 | 131 718 | 140 640 |

#### Données générales
- Unité urbaine en France
- Aire d'attraction d'une ville
- Liste des unités urbaines de France

#### Données démographiques en rapport avec l'unité urbaine de la Rochelle
- Aire d'attraction de la Rochelle
- Arrondissement de la Rochelle

#### Données démographiques en rapport avec la Charente-Maritime
- Démographie de la Charente-Maritime